# Carnival in Coal
I Carnival in Coal sono stati una band avant-garde metal francese formatasi ad Amiens nel 1995 e scioltasi nel 2007.

## Formazione

### Ultima formazione
- Arno Strobl - voce
- Axel Wursthorn - tutti gli strumenti
- Pierre Antonik - chitarra turnista
- Romain Caron - chitarra e voce turnista
- Julien Cathalo - tastiera turnista
- Alexis Damien - batteria turnista

### Ex componenti
- Fred Leclercq - chitarra turnista
- Timmy Zecevic - tastiera turnista
- El Worm - chitarra turnista
- Nicklaus - chitarra turnista

## Discografia

### Album in studio
- 1999 - Vivalavida (War on Majors, Socadisc)
- 1999 - French Cancan (Season of Mist, Kodiak Records)
- 2001 - Fear Not (Season of Mist, Kodiak Records)
- 2005 - Collection Prestige (Elitist, Earache Records)

### Demo
- 1997 - Sramik